# HD 104356
HD 104356，又名BD-00 2520，SAO 138533、HR 4591，是一颗恒星，视星等为6.31，位于銀經278.14，銀緯58.66，其B1900.0坐标为赤經11h 55m 54.5s，赤緯-1° 58.66′ 33″。